# Joseph Hanson Kwabena Nketia
Joseph Hanson Kwabena Nketia (22 de junio de 1921-13 de marzo de 2019) fue un etnomusicólogo y compositor ghanés. Considerado el principal musicólogo de África, se le ha llamado una "leyenda viva" y "fácilmente la autoridad más publicada y conocida sobre música y estética africanas en el mundo", con más de 200 publicaciones y 80 composiciones musicales en su haber.

## Biografía
Nacido en 1921 en Mampong JH Kwabena Nketia fue el único hijo de sus padres. Se formó por primera vez como profesor en el Colegio de Capacitación Presbiteriana, Akropong. Con una beca del gobierno, viajó a Gran Bretaña a la edad de 23 años para asistir a la Universidad de Londres de 1944 a 1949, comenzando con dos años de estudio en lingüística en la Escuela de Estudios Orientales y Africanos. En 1949 comenzó sus estudios de tres años en Birkbeck College, Universidad de Londres, y Trinity College of Music, London, obteniendo una licenciatura. En 1958, una beca Rockefeller le permitió ir a los Estados Unidos, donde asistió a la Universidad de Columbia (estudiando con Henry Cowell), la Escuela Juilliard y la Universidad Northwestern, estudiando música y composición.
Fue profesor de música en la UCLA y en la Universidad de Pittsburgh, y dio conferencias en muchas universidades de prestigio en todo el mundo, incluyendo la Universidad de Harvard, la Universidad de Stanford, la Universidad de Míchigan, la Universidad de Londres, la Universidad de Brisbane en Australia, la Universidad de Kansas, Lawrence, y el Conservatorio de Música de China, Pekín. Fue profesor de música en la Universidad de Ghana, Legon, Acra, donde comenzó a enseñar en 1952. Dirigió el Centro Internacional de Música y Danza Africana (ICAMD). Él enseñó en el Colegio de Capacitación Presbiteriana, Akropong, sirviendo como el director Interino en 1952.
Según GhanaWeb: "Su concepto e interpretación del tiempo y los patrones rítmicos en la música popular ghanesa y otra música africana fue revolucionario y se convirtió en un estándar para los investigadores y académicos de todo el mundo". Introdujo, por ejemplo, el uso de los más legibles  firmas en sus composiciones como alternativa al uso de duple tiempo con trillizos que fue utilizado anteriormente por su mentor y maestro, Ephraim Amu. Aunque esta práctica socavó la teoría de Amu de un pulso básico constante en la música africana y generó un debate, Nketia señaló que el uso constante de trillizos en una firma de tiempo doble era engañoso. Muchos estudiosos hoy en día han encontrado útil su teoría para transcribir música africana.
Compuso para instrumentos occidentales y africanos, y escribió más de 200 publicaciones, incluido el aclamado The Music of Africa, que fue traducido al alemán, italiano, chino y japonés.

## Premios y honores
Nketia fue galardonada con muchos premios en Ghana, entre ellos el Compañero de la Orden de la Estrella de Ghana, la Gran Medalla del Gobierno de Ghana (División Civil), un DLitt (Honoris Causa) de la Universidad de Ghana, el Premio del Libro de Ghana., Premio especial de honor ECRAG (1987), Premio especial de música gospel de Ghana (2003) y el Premio ACRAG Flagstar (1993). Fue miembro de honor del Consejo Internacional de Música.
Otros premios internacionales que recibió incluyen el Premio Cowell de la African Music Society; el ASCAP Deems Taylor Award, por The Music of Africa (1975); el IMC - Premio UNESCO de Servicio Distinguido a la Música; el Premio Príncipe Claus de 1997; y el Premio Africanist Distinguido de la Asociación de Estudios Africanos de los Estados Unidos (2000). 
En 2009, se formó la Nketia Music Foundation "para promover la conservación y el desarrollo del legado creativo de Ghana en contextos contemporáneos, y el uso de las obras de Emeritus Prof. JH Kwabena Nketia y otros compositores para el desarrollo y crecimiento de la música y la cultura ".
El 27 de febrero de 2012, Goucher College presentó "Tradición, creación y vida: una celebración del profesor Joseph Hanson Kwabena Nketia y la música de Ghana".
En junio de 2015, en conmemoración de su 94 cumpleaños, el Consejo de Gobierno de la Escuela Universitaria de Comunicaciones de África (AUCC) celebró el lanzamiento oficial del Centro Kwabena Nketia para Estudios Africanos.
Después de cumplir 96 años, se celebró un festival para celebrar su vida y sus logros en el Centro Kwabena Nketia para Estudios Africanos en el Colegio Universitario de Comunicaciones de África, Adabraka-Acra, bajo el patrocinio de la Presidenta de Ghana Nana Addo Dankwa Akufo-Addo, quien rindió homenaje a Nketia como "una de las leyendas de las edades". También asistieron el expresidente Jerry Rawlings y su esposa Nana Konadu Agyeman Rawlings, y representantes del expresidente John Dramani Mahama y el expresidente John Agyekum Kufuor. El 27 de septiembre de 2017, Asantehene Osei Tutu II, en un discurso leído en su nombre en el festival, dijo: "Profesor emérito. La vida de Nketia simboliza la evolución de nuestra nación en el siglo XX. Hay muchos paralelos en la historia de su vida, que refleja los esfuerzos nacionales en el país. Un puente entre nuestra cultura indígena y la cultura moderna, las tradiciones analfabetas y alfabetizadas, los artistas antiguos y jóvenes, Ghana y África en la difusión". El evento también tuvo como objetivo recaudar fondos para recopilar y digitalizar los "miles de archivos de archivo y notas de campo sobre la cultura, historia, lengua, arte, cultura material de Ghana".
La muerte de JH Kwabena Nketia se confirmó el 13 de marzo de 2019 en el Hospital Legon de Acra, después de una breve enfermedad.

## Composiciones seleccionadas
Las composiciones musicales de Nketia incluyen:
- Adanse Kronkron
- Asem morbosa
- Monna N'Ase
- Monkafo No.
- Yaanom montie
- Onipa Dasani Nni Aye
- Onipa Beyee Bi
- Yiadom Heneba
- Mekae Na Woantie
- Maforo Pata Hunu
- Obarima Nifahene
- Asuo Meresen
- Builsa Work Song (1960)
- Dagarti Work Song (1961)
- En el cruce de caminos (1961)
- Owora (1961)
- Fantasía de Volta (1961)
- La contemplación (1961)

## Libros
- 1963 - Música africana en Ghana. Northwestern University Press
- 1974 - La música de África. WW Norton. ISBN 0-393-02177-7
- 1978 - Amoma (en Twi), Ghana Publishing Corporation, 49pp.
- 2004 - Música de arte africana / El potencial creativo de la música de arte africana en Ghana. Folleto complementario para grabaciones en CD de ICAMD (ICAMD - DMVI - ICAMD - DMV4). Acra: Afram Publications (Ghana) Ltd.
- 2005 - Etnomusicología y música africana - Trabajos recopilados, Volumen uno: Modos de investigación e interpretación. Acra: publicaciones de Afram. ISBN 9964-70-400-3.
- 2016 - Reinstalando la música tradicional en contextos contemporáneos.   : reminiscencias de los encuentros de toda la vida de un nonagenario con las tradiciones musicales de África. Akropong-Akuapem, Ghana: Regnum Africa Publications.

## Otras lecturas
- Akrofi, Eric A. (2003). Compartiendo conocimiento y experiencia: un perfil de Kwabena Nketia, académica y educadora musical. Acra: Publicaciones Afram. ISBN 978-9964-70-342-4.
- La musicología africana: tendencias actuales. Vol. 1: Festschrift presentado a JH Kwabena Nketia. ISBN 0-918456-62-2